# Wasserkraftwerk Ashta
Das Wasserkraftwerk Ashta ist ein Laufwasserkraftwerk am Fluss Drin im Norden Albaniens. Es bildet die letzte Kraftwerksstufe in einer Kette mit den drei bestehenden Kraftwerken Vau-Deja, Koman und Fierza. Es nutzt die Fallhöhe zwischen dem vom Drin-Fluss gespeisten Spathara-Staubecken, der sich gleich an die Staumauern von Vau-Deja anschließt, und der Mündungsstelle des Drin in die Buna.
Das Kraftwerk wurde vom österreichischen Elektrizitätsunternehmen Verbund in Partnerschaft mit EVN projektiert und am 18. September 2012 eröffnet.

## Geschichte
Die albanische Regierung begann am 15. Januar 2008 mit dem Ausschreibungsverfahren. Der Verbund hat sich in einem Bieterverfahren durchgesetzt und wurde im Juli 2008 von der albanischen Regierung als Bestbieter für das Projekt im Norden Albaniens ausgewählt. Anschließend wurde zusammen mit EVN die Projektgesellschaft Energji Ashta Sh.p.k. in Tirana gegründet, an der beide Unternehmen zu 50 % beteiligt sind. Am 30. September 2008 wurde in Tirana im Beisein des albanischen Ministerpräsidenten Sali Berisha der Konzessionsvertrag für das Wasserkraftwerk Ashta am Drin-Fluss unterzeichnet.
Das Flusskraftwerk wurde südlich von Shkodra, der fünftgrößten albanischen Stadt, beim Dorf Ashta realisiert. Spatenstich war im Mai 2009 und am 15. Juni 2012 wurde in Anwesenheit von Sali Berisha die ersten Turbinen von Ashta 1 mit dem Netz verbunden. Es ist das größte Kraftwerk in Albanien, das seit den 1990er Jahren eröffnet wurde. Im März 2013 waren die Arbeiten abgeschlossen und die Stromproduktion wurde in der Folge in Betrieb genommen.

## Projektdaten
Das Kraftwerk Ashta erzeugt Elektrizität für 100.000 Haushalte. Es ist umweltverträglich geplant und produziert keine Emissionen. Für das Laufkraftwerk Ashta wird die so genannte Hydro-Matrix eingesetzt: Statt einer großen Turbine werden dabei 90 kleine verwendet. Dadurch wird es möglich, auch geringe Fallhöhen zu nutzen und so die Effizienz zu steigern. 

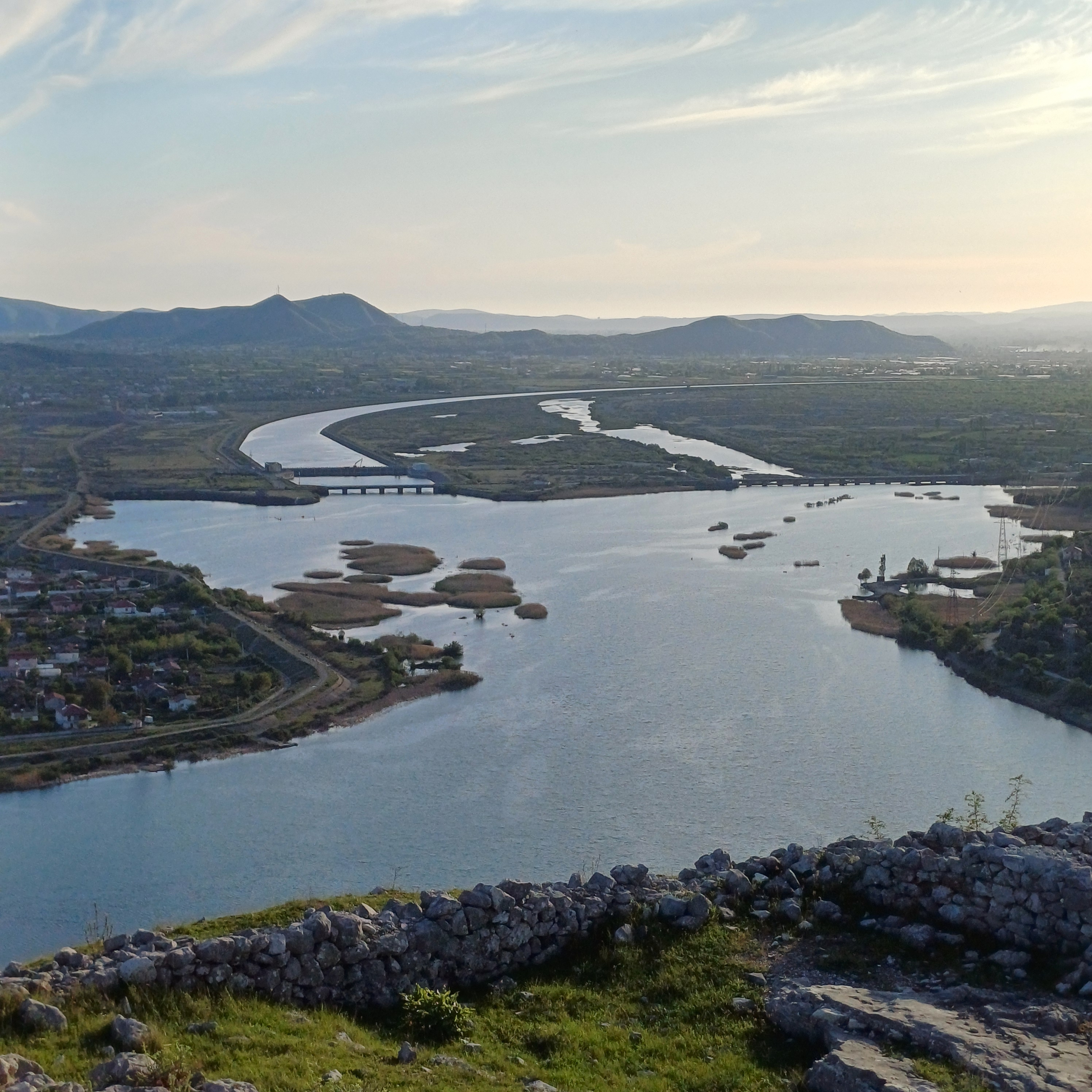
Spathara-Staubecken, Kraftwerk Ashta I hinter der Brücke, zum Kraftwerk Ashta II führender Oberwasserkanal und Drin

Die Anlage ist gewissermaßen zweigeteilt: Ashta I wird in Vau-Deja, wo drei Jahrzehnte zuvor das Spathara-Staubecken mit Überlaufwehr und kleinen Bewässerungsanlagen für die Landwirtschaft errichtet wurde, ein erstes Mal Strom erzeugen. Nach einem sieben Kilometer langen, tief liegenden Ausleitungskanal wird in Ashta II nahe der Ortschaft Ashta ein zweites Mal – wiederum mit Matrix-Turbinen – Strom gewonnen.
Die Gesamtleistung beider Anlagen Ashta I und Ashta II beträgt 53 Megawatt, pro Jahr werden mehr als 240 Millionen Kilowattstunden erzeugt. Die beiden österreichischen Energiekonzerne investieren zusammen rund 200 Millionen Euro.
Am Ende der 35-jährigen Konzessionsperiode geht das Kraftwerk kostenfrei an die Republik Albanien über.

## Projektpartner
- Andritz Hydro – mechanische und elektrische Ausstattung bis zum Einbau der Turbinen und Generatoren
- Allgemeine Baugesellschaft – A. Porr AG – errichtete die Bauten in Ashta I und II
- Siemens – Transformatoren, elektrische Anbindung und Weiterleitung
- Pöyry – Ausführungspläne und örtliche Bauleitung
- Baumann Ingenieur-Consulting GmbH – Arbeitssicherheit

## Kritik
Umweltschützer kritisierten das Projekt im Vorfeld: Einerseits werde das Flussbett neben dem Ausleitungskanal nur noch bei Hochwasser Wasser führen. Der stark mäandernde Flusslauf werde andererseits auch unterhalb des Kraftwerks viel von seiner Dynamik verlieren. Es wurde befürchtet, dass sich dies negativ auf die Weichholzauen in diesem Abschnitt auswirkt. Laut Auskunft der ausführenden Ingenieure ist hingegen im alten Flussbett neben dem Ausleitungskanal ein Restwasser von 30 m³/s vorgesehen, was etwa einem Zehntel der durchschnittlichen Wassermenge entsprechen dürfte. Beim Bau musste das Flussbett jedoch trockengelegt werden. Zum ersten Mal wurde in Albanien bei einem Wasserkraftwerk eine Fischtreppe installiert.